# Arrondissement Brest
Brest is een arrondissement van het Franse departement Finistère in de regio Bretagne. De onderprefectuur is Brest.

## Kantons
Het arrondissement was tot 2014 samengesteld uit de volgende kantons:
- kanton Brest-Bellevue
- kanton Brest-Cavale-Blanche-Bohars-Guilers
- kanton Brest-Centre
- kanton Brest-L'Hermitage-Gouesnou
- kanton Brest-Kerichen
- kanton Brest-Lambézellec
- kanton Brest-Plouzané
- kanton Brest-Recouvrance
- kanton Brest-Saint-Marc
- kanton Brest-Saint-Pierre
- kanton Daoulas
- kanton Guipavas
- kanton Landerneau
- kanton Lannilis
- kanton Lesneven
- kanton Ouessant
- kanton Plabennec
- kanton Ploudalmézeau
- kanton Ploudiry
- kanton Saint-Renan

Na de herindeling van de kantons door het decreet van 13 februari 2014, met uitwerking op 22 maart 2015, omvat het volgende kantons:
- Kanton Brest-1
- Kanton Brest-2
- Kanton Brest-3
- Kanton Brest-4
- Kanton Brest-5
- Kanton Guipavas
- Kanton Landerneau
- Kanton Landivisiau (deel: 1/19)
- Kanton Lesneven
- Kanton Plabennec
- Kanton Pont-de-Buis-lès-Quimerch (deel: 13/17)
- Kanton Saint-Renan